# Barrio de la Estación (Guadalajara)
El barrio de la Estación es un barrio de la ciudad de Guadalajara (España) desarrollado en torno a la estación de ferrocarril. Fue desarrollado fundamentalmente a partir de la instalación en las cercanías de la estación de la fábrica de Hispano-Suiza a finales de los años 1910 para albergar a sus trabajadores.

## Historia

### Plan de Francisco Checa
El 22 de febrero de 1916 el Ayuntamiento de Guadalajara celebró una sesión pública, presidida por su alcalde Miguel Fluiters Contera, con un único punto: informar del establecimiento de la fábrica de Hispano-Suiza en la ciudad. 
A consecuencia de las expectativas suscitadas, y ante la falta de suelo disponible, los propietarios de parcelas y solares elevaron los precios de sus fincas. La solución técnica disipó pronto todas las dudas, pues el 22 de junio de 1917 el Ayuntamiento aprobó el proyecto de ordenación redactado por el arquitecto municipal Francisco Checa Perea que calificaba como urbanos a los terrenos comprendidos junto a la N-II entre el puente del Henares y la estación de ferrocarril, permitiéndose en su entorno la construcción de las viviendas necesarias para albergue de la masa de trabajadores que se esperaba y para la ubicación de otros talleres y fábricas, como sería el caso del nueva silo, que obtuvo su licencia municipal en 1919.
Un mes antes de su aprobación por el pleno municipal, el arquitecto municipal, Francisco Checa, firmó su propuesta de ordenación de las superficies inmediatas a los terrenos de la fábrica de Hispano-Suiza. Checa asumió desde una perspectiva técnica las modernas orientaciones que se estaban aplicando en las ciudades estadounidenses y en los ensanches realizados en Madrid y en Barcelona. No obstante, el dibujo final del nuevo polígono quedaría pendiente del trazado que la Jefatura de Obras Públicas diera a la vía de comunicación que habría de conectar la carretera de Madrid con la de Marchamalo por delante de la fachada principal de la fábrica. Esta nueva infraestructura, junto al bulevar que se diseñaba en paralelo a la vía férrea, sería el principal eje vertebrador de todo el desarrollo que, formalmente, quedaba resuelto con una geometría ortogonal de calles transversales y manzanas rectangulares de más de 1200 m² de extensión. Las dificultades para otorgar las adecuadas condiciones de salubridad a todas las futuras viviendas obligaba a variar el tamaño de las calzadas, adoptando el criterio seguido en Nueva York de dar a cada orientación un ancho distinto.
Dejó abierta la solución para la conexión entre el nuevo barrio y la ciudad, aunque una de sus propuestas no fue materializada hasta 1922 cuando se amplió la calzada del puente del Henares.
Después, el transcurso de los acontecimientos y las exigencias de los propietarios del suelo darían al traste con el planeamiento diseñado por Francisco Checa.

### Viviendas baratas del Conde de Romanones

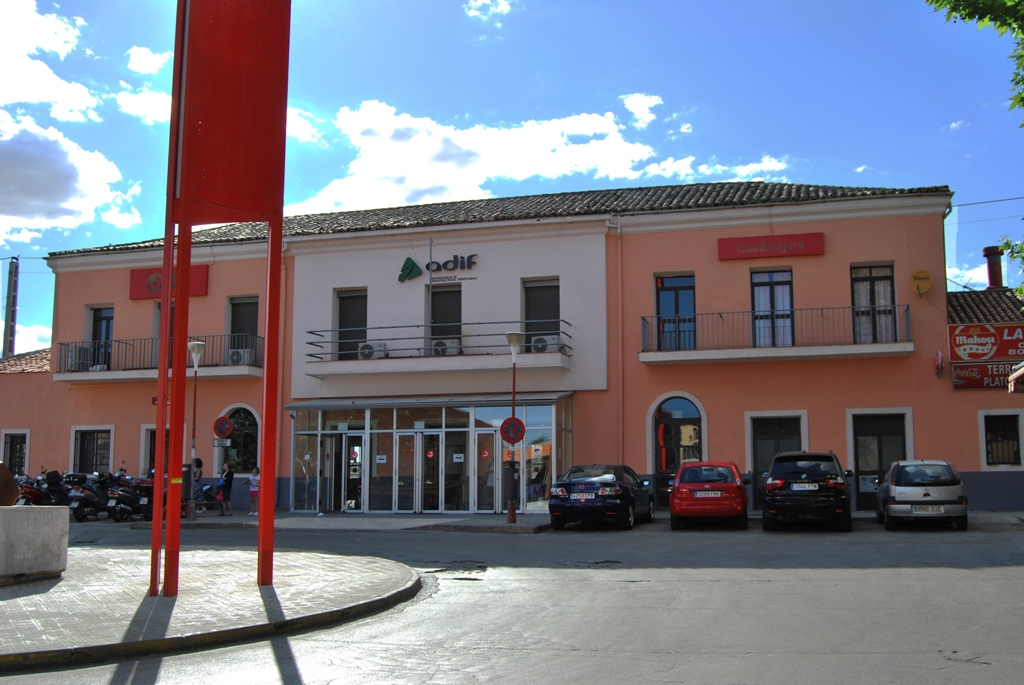
Estación de ferrocarril de Guadalajara.

Los terrenos propuestos por el arquitecto municipal para desarrollar el barrio de la Estación coincidían en su mayor parte con una huerta propiedad del Conde de Romanones. En consecuencia, se constituyó en Guadalajara la Industrial Arriacense, una sociedad de la que formaban parte, además de los Figueroa, las familias más adineradas de la capital (Alvira, Zabía, Velasco, Viejo y Llandera) con el objeto de construir viviendas en régimen de alquiler y al amparo de la Ley de 12 de junio de 1911 de Casas Baratas.
Para esta empresa los capitalistas alcarreños contaron con la colaboración de la Cooperativa Nacional de la Habitación Popular, una entidad barcelonesa especializada en el desarrollo de este tipo de promociones, con la que formarían sociedad el 7 de abril de 1918. Conjuntamente se hicieron cargo de los terrenos urbanizables y de la construcción de treinta y cuatro casas en las proximidades de la estación, más allá del arroyo del Robo, entre la carretera de Madrid y las vías del ferrocarril Madrid-Barcelona; además de otras ciento veinticinco junto a esa misma vía hasta las inmediaciones del puente del Henares.
Además de estas casas, se materializaron otras promociones de menor entidad en las inmediaciones de la fábrica de Hispano-Suiza, junto a la carretera de Fontanar y entre la de Marchamalo y la estación, esta última conocida como barrio de Cobos o de Grasa. La nueva barriada en su conjunto contaría a finales de 1920 con más de 100 vecinos, es decir, unos 400 residentes.
Pero, como ha ocurrido con otras muchas planificaciones, los trabajos para la dotación de los servicios urbanos que posibilitan el normal desarrollo de la vida cotidiana iban a un ritmo menor que el deseado por sus ocupantes, cuando no estaban paralizados. Fue Francisco Mariño, responsable de la iglesia de Santiago, el encargado de encabezar una carta remitida al alcalde de la ciudad en noviembre de 1920 en la que todo el vecindario reivindicaba sus derechos y, en especial, reclamaba la construcción de una iglesia y una escuela. Finalmente, la iglesia de la Sagrada Familia fue abierta al culto en 1926 y el 20 de marzo de 1931 se procedió a la recepción definitiva de las tres escuelas ejecutadas por el constructor Joaquín Ortigosa.
Las dotaciones para toda la barriada de suministro de agua, alcantarillado, pavimentación y alumbrado público se concluyeron en 1934, después de una larga espera. En ese año, el Ayuntamiento adquirió a la Cooperativa 8.888 pies² de terreno disponible, a 25 céntimos de peseta el pie, para levantar un lavadero público por un importe total de 33722,43 pesetas. También, antes del comienzo de la guerra civil, la calle de Francisco Aritio y sus inmediaciones fueron el enclave elegido por otras industrias, como la estación subsidiaria de CAMPSA y La Pizarrita, fábrica de tubos, chimeneas, canales y depósitos de fibrocemento.
Gran parte de esta barriada fue objetivo durante la guerra civil de la aviación del ejército sublevado, que la bombardeó el 6 de diciembre de 1936.